# Štaglinec
Štaglinec falu Horvátországban Kapronca-Kőrös megyében. Közigazgatásilag Kaproncához tartozik.

## Fekvése
Kaproncától 5 km-re délkeletre a Bilo-hegység lábánál a drávamenti főút mellett  fekszik.

## Története
A lakosság száma 1948-ban 124, 1961-ben 346 volt. 2001-ben a falunak 146 háztartása és 491 lakosa volt. Lakói főként mezőgazdasággal foglalkoznak és a közeli Kapronca üzemeiben dolgoznak. Egyházilag a 2003-ban alapított starigradi Kalkuttai Teréz anya plébániához tartozik.

## Külső hivatkozások
- Kapronca hivatalos oldala
- Kapronca információs portálja
- Kapronca turisztikai egyesületének honlapja